# Relaciones Corea del Sur-Estados Unidos
Las relaciones Corea del Sur-Estados Unidos son las relaciones diplomáticas entre Estados Unidos y Corea del Sur. Las relaciones han sido extensas desde 1950, cuando Estados Unidos ayudó a establecer el estado moderno de Corea del Sur, también conocida como la República de Corea, y luchó en su  ONU - patrocinado lado en la guerra de Corea (1950–1953). Durante las siguientes cuatro décadas, Corea del Sur experimentó un tremendo crecimiento de  económica,  política y Fuerzas Armadas de la República de Corea, y redujo significativamente la dependencia de Estados Unidos. . Desde la administración de Roh Tae-woo hasta la administración de Roh Moo-hyun, Corea del Sur buscó establecer una asociación estadounidense, que haya hecho la Seúl-Washington relación sujeta a algunas tensiones, especialmente con los sentimientos antiestadounidenses / coreanos. Sin embargo, las relaciones entre los Estados Unidos y Corea del Sur se han fortalecido en gran medida bajo los conservadores, pro-EE. UU. Lee Myung-bak administración. En la Cumbre del G-20 de Londres en 2009, el presidente de los Estados Unidos Barack Obama llamó a Corea del Sur "uno de los aliados más cercanos de Estados Unidos y sus mejores amigos". Además, Corea del Sur ha sido designada como aliado importante extra-OTAN.
Actualmente, hay cuatro factores que conforman en gran medida esta alianza; 1) los desafíos planteados por Corea del Norte (o la superación de los desafíos), especialmente en relación con la posesión de armas de destrucción masiva por parte de Corea del Norte y su uso potencial, 2) la creciente influencia de China en el noreste de Asia, que se ha vuelto cada vez más impactante en diferentes áreas de la Alianza de Corea del Sur-Estados Unidos, 3) la transformación de Corea del Sur en una de las economías líderes más grandes (con una fuerte base de exportación), y 4) la ventaja de los líderes de Corea del Sur de usar su estado de potencia media para desempeñar un papel global. (Relaciones internacionales de Asia 306 - 311pp)
Según una encuesta del Servicio Mundial BBC 2014, el 58% de los surcoreanos ven positivamente la influencia de los Estados Unidos, mientras que el 28% lo ve negativamente; El 55% de los estadounidenses ve la influencia de Corea del Sur de manera positiva, mientras que el 34% lo ve de manera negativa. Corea del Sur es una de las naciones más pro-americanas del mundo.
El nuevo embajador de Estados Unidos en Corea del Sur llegó a Seúl el 7 de julio de 2018. El puesto había estado vacante desde que el presidente Donald Trump asumió el cargo en enero de 2017. Harry Harris, exjefe del Comando del Pacífico de los EE. UU., expresó su decisión de trabajar Como embajador para fortalecer la alianza entre Estados Unidos y Corea del Sur.

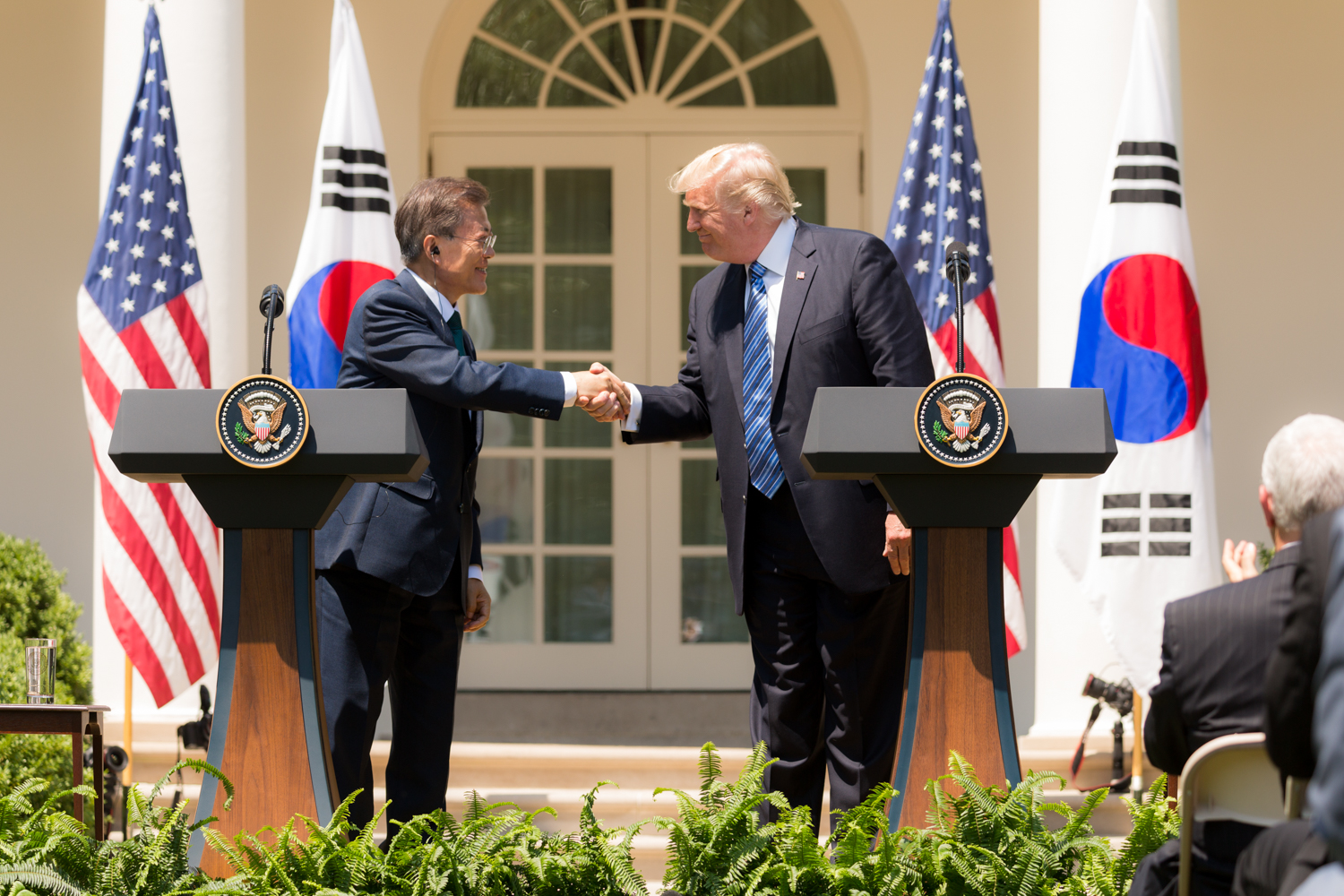
El presidente de Corea del Sur Moon Jae-in (izquierda) y el presidente de los Estados Unidos Donald Trump (derecha) se reúnen en Washington, junio de 2017.

## Comparación de país
Líderes de Corea del Sur y Estados Unidos desde 1950.

## Antecedentes históricos
Los Estados Unidos y la Dinastía Joseon establecieron relaciones diplomáticas el 22 de mayo de 1882 bajo el Tratado de Estados Unidos-Corea de 1882. Fue la primera vez que Corea firmó un tratado con una nación occidental. El primer enviado diplomático de Estados Unidos llegó a Corea en 1883.
Las relaciones diplomáticas duraron hasta 1905 al final de la Guerra ruso-japonesa, mientras que Estados Unidos estaba en paz, el Imperio de Japón persuadió a los Estados Unidos a que aceptaran el control directo sobre los asuntos exteriores de Corea con Corea bajo su esfera de influencia hasta dominio colonial japonés en Corea en 1910.
Tras la rendición japonesa al final de la Segunda Guerra Mundial, las Potencias Aliadas dividieron la península de Corea a lo largo de la  Paralelo 38 con dos zonas de ocupación con los Estados Unidos en el sur, y la Unión Soviética en el norte que más tarde se convertiría en Corea del Norte. El 15 de agosto de 1948, la mitad sur de Corea declaró su independencia como República de Corea con Syngman Rhee como presidente. Los Estados Unidos reconocieron a la República de Corea como un estado independiente el 1 de enero de 1949 y las relaciones diplomáticas entre dos países se establecieron el 25 de marzo del año siguiente.

### Guerra de Corea (Guerra 6.25)
Las escaramuzas e incursiones transfronterizas en el paralelo 38 se convirtieron en una guerra abierta cuando las fuerzas de Corea del Norte invadieron Corea del Sur el 25 de junio de 1950. La guerra de Corea estalló cuando Corea del Norte invadió Corea del Sur. En respuesta, 16 países miembros de las Naciones Unidas, incluidos los Estados Unidos, salieron en defensa de Corea del Sur. Fue el primer conflicto armado significativo de la Guerra Fría con un extenso despliegue de tropas estadounidenses y otras.

## Orígenes de la alianza Corea del Sur-Estados Unidos.

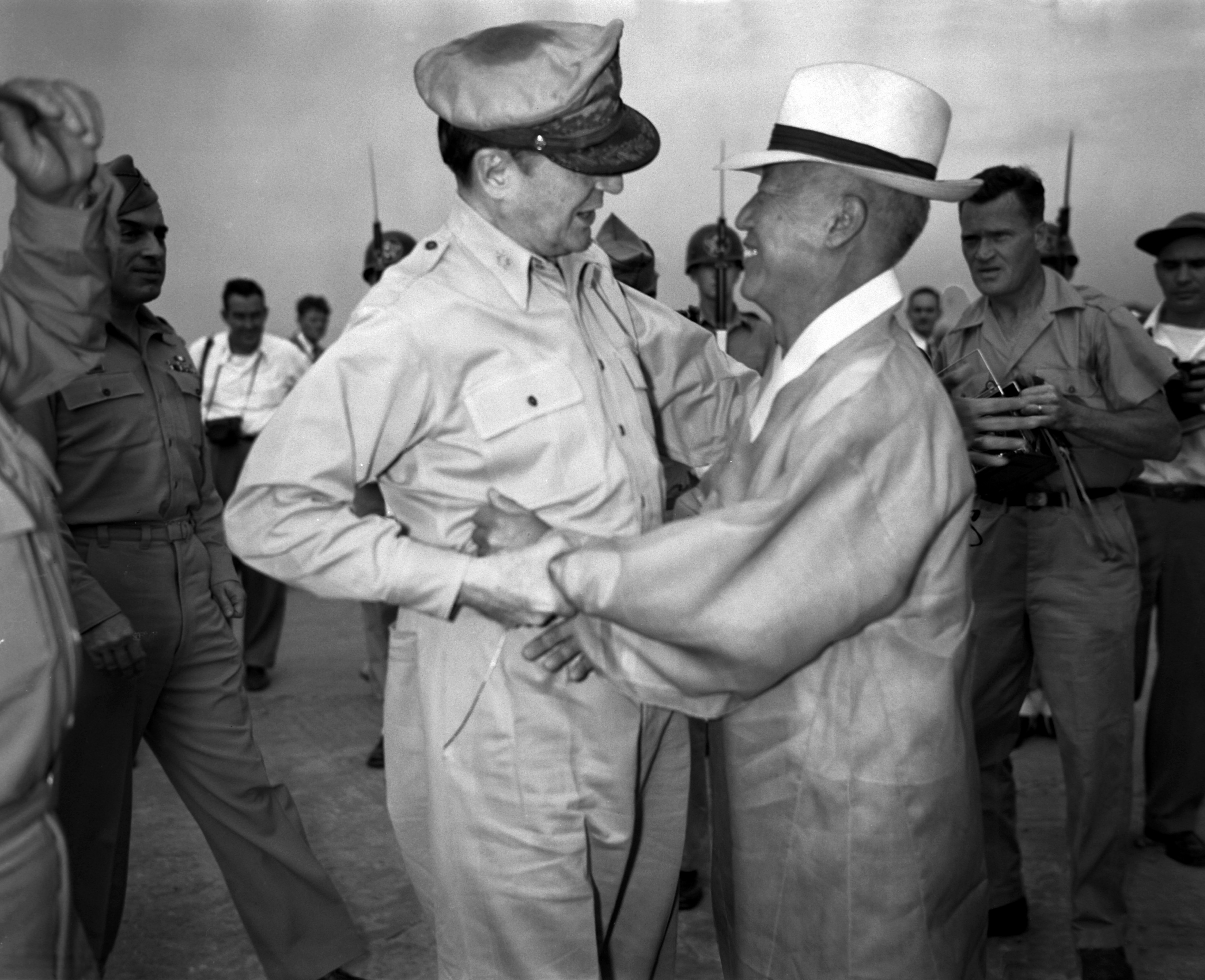
General Douglas MacArthur y Rhee Syngman, el primer Presidente de Corea.

Tras el final de la guerra de Corea, los Estados Unidos establecieron una alianza bilateral con Corea del Sur en lugar de establecer una alianza multilateral con Corea del Sur y otros países del este de Asia.
Además, la "alianza de Estados Unidos con Corea del Sur tendría, por consiguiente, tres funciones. Primero, serviría como parte de una red de
Alianzas e instalaciones militares diseñadas para rodear la amenaza soviética en el Pacífico. Segundo, disuadiría un segundo ataque norcoreano, con las tropas de tierra de los Estados Unidos sirviendo como el "cable trampa" que garantiza la participación de los Estados Unidos. En tercer lugar, impediría que el Sur se involucrara en aventuras".

## Alianza militar

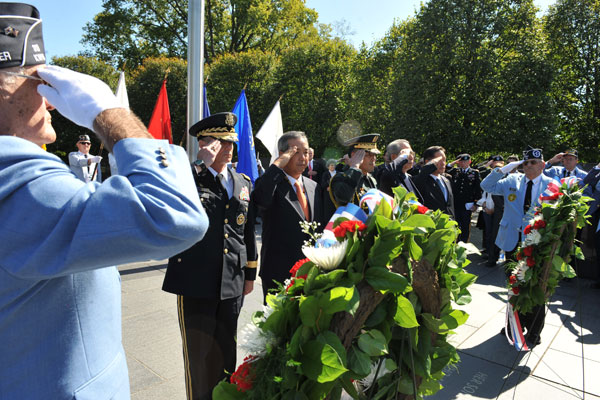
Soldados estadounidenses y veteranos de la guerra de Corea honran a compañeros caídos.

Corea del Sur y los Estados Unidos acordaron una alianza militar en 1953. Lo llamaron "la relación forjada en sangre". Además, aproximadamente 29.000 Fuerzas de los Estados Unidos están estacionadas en Corea del Sur. En 2009, Corea del Sur y los Estados Unidos se comprometieron a desarrollar la visión de la alianza para la futura cooperación en defensa. Actualmente, las fuerzas de Corea del Sur estarían bajo el control de los Estados Unidos si se reanudara la guerra. Se planea que este control de tiempo de guerra vuelva a Corea del Sur en 2020.
A solicitud de Estados Unidos, el presidente Park Chung-hee envió tropas a Vietnam para asistir a las tropas estadounidenses durante la Guerra de Vietnam, manteniendo el segundo mayor contingente de tropas extranjeras después de Estados Unidos. A cambio, Estados Unidos aumentó la asistencia militar y económica a Corea del Sur. El presidente Roh Moo-hyun, a pesar de haber sido elegido en una plataforma liberal, también autorizó el envío de un pequeño contingente de tropas  de la División Zaytun a Irak en 2004 a solicitud del presidente George W. Bush.
Desde 2009, las fuerzas aéreas de Corea del Sur y los EE. UU. Han realizado el ejercicio anual conjunto llamado "Max Thunder". En 2018, los simulacros comenzaron el 11 de mayo y continuaron hasta el 17 de mayo.

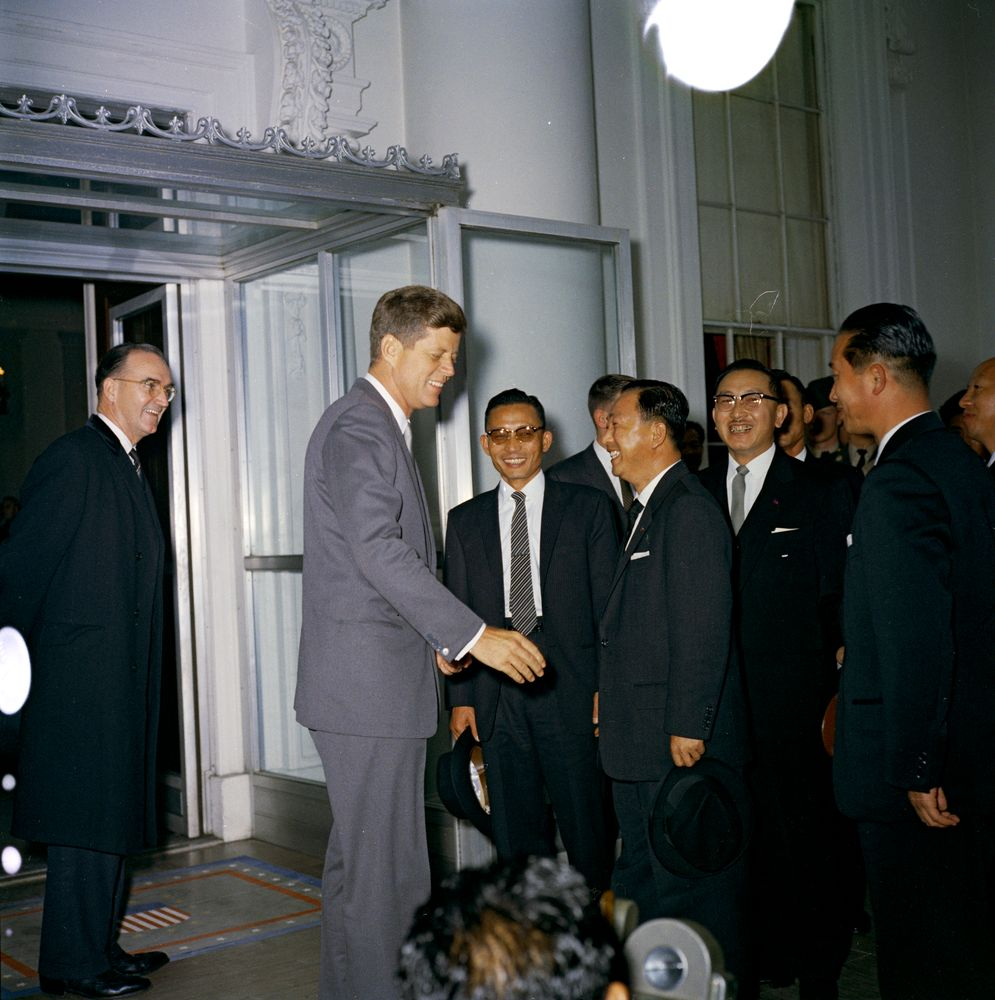
El presidente John F. Kennedy saluda al general Park Chung-hee, noviembre de 1961.

En una reunión del Gabinete en Seúl el 10 de julio de 2018, el gobierno decidió no realizar el simulacro de Ulchi de este año programado para el próximo mes. El gobierno dijo que la decisión se tomó en línea con las recientes mejoras políticas y de seguridad en la península y la suspensión de Corea del Sur-EE. UU. Ejercicios militares conjuntos.
Hubo seis rondas de conversaciones según los costos de defensa. Los últimos se llevan a cabo del 22 al 23 de agosto.
Una de las razones clave detrás de la formación de la alianza de las dos naciones es la disuasión de Corea del Norte y el problema de la des-nuclearización del país. En 2018, las cumbres entre los tres países han ocurrido con más frecuencia que en la última década en total. Parece que la prioridad de la Administración Trump acerca a Corea del Norte es una de las políticas extranjeras priorizadas de los Estados Unidos. Con el cambio de administraciones tanto en los Estados Unidos como en Corea del Sur en 2016 y 2017, respectivamente, hoy ambos se acercan a Corea del Norte de manera pacífica.
El actual presidente de Corea del Sur, Moon Jae-in, elegido en mayo de 2017, ha dicho que apoya la continuación de las sanciones contra Corea del Norte si su objetivo es sacar a Corea del Norte de su "ermitaño" a la mesa de negociaciones. También argumentó, al mismo tiempo, que estaba en contra de un enfoque de “solo sanciones” hacia Corea del Norte. Su acercamiento a Corea del Norte es similar al de Kim Dae-jung Sunshine Policy, que solo continuó hasta la administración de Roh Mu-hyun.
Los Estados Unidos y Corea del Sur son aliados en virtud del Tratado de Defensa Mutua de 1953. Según el acuerdo, el personal militar de los Estados Unidos ha mantenido una presencia continua en la península de Corea y se ha comprometido a ayudar a Corea a defenderse, en particular contra cualquier tipo de agresión del Norte. Corea del Sur está incluida bajo el paraguas nuclear de los Estados Unidos.
Después del lanzamiento del satélite norcoreano en febrero de 2016, los funcionarios de EE. UU. y la República de Corea hicieron una declaración conjunta de que los aliados examinarían el despliegue de THAAD (Defensa de Área de Terminal de Alta Altitud) a Corea del Sur, lo que provocó una dura Reacciones de China y Rusia. China se quejó de que el sistema THADD podría configurarse para permitir que EE. UU. Monitoree el espacio aéreo en el territorio chino. El embajador chino había advertido repetidamente a Seúl que la relación entre China y Corea del Sur podría ser destruida si los Estados Unidos colocan a T.H.A.A.D. en corea del sur. Sin embargo, los funcionarios surcoreanos se han enfrentado a las amenazas de China y han establecido T.H.A.A.D. en la peninsula coreana.
El 10 de febrero de 2019, Corea del Sur y los Estados Unidos confirmaron que se había realizado un acuerdo de un año para mantener las tropas estadounidenses, que sumaban 28.500, en Corea del Sur. Esto fue a cambio de que Corea del Sur pagó 925 millones de dólares a los Estados Unidos.

## Cuestiones

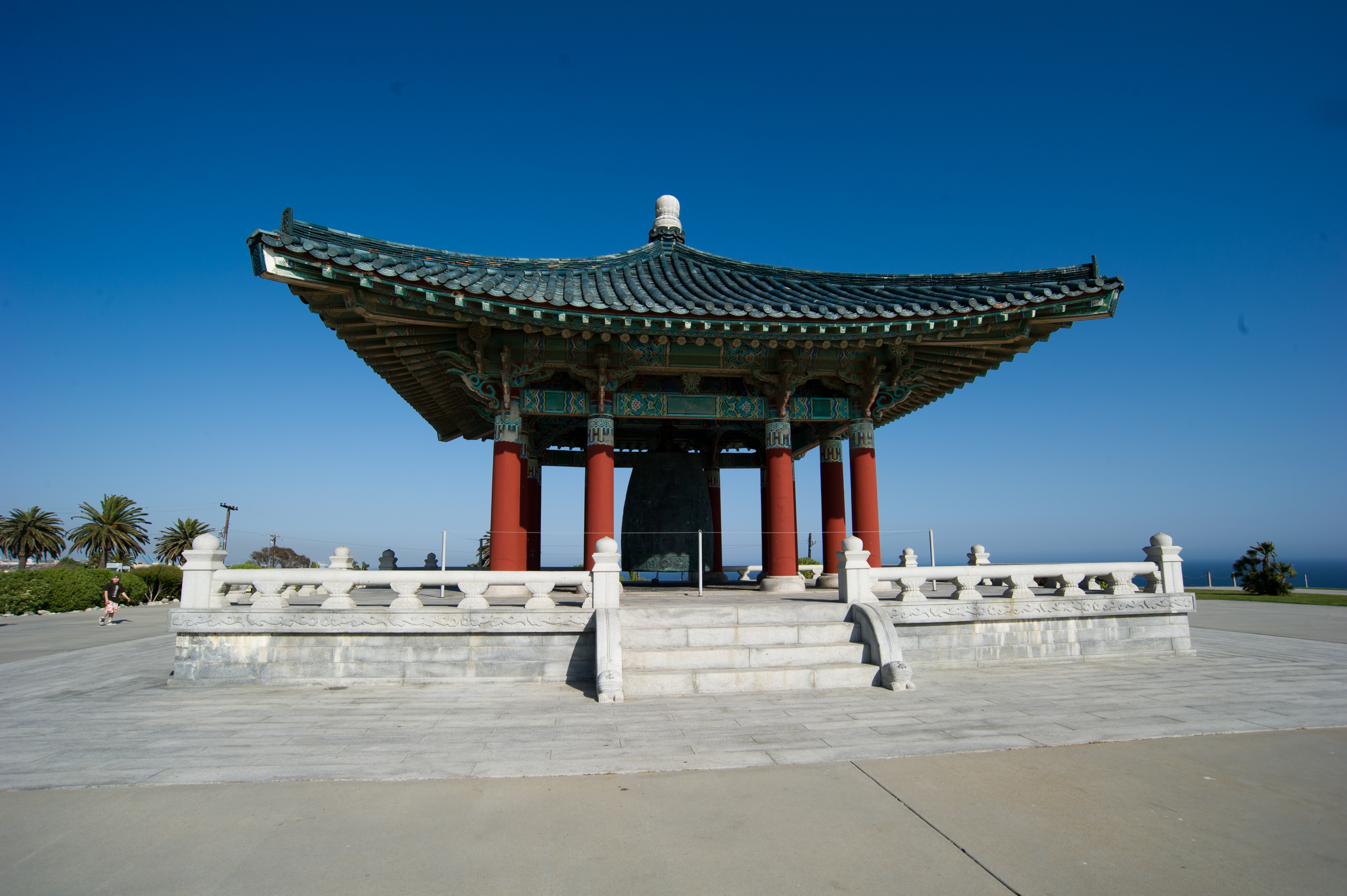
La Campana Coreana de la Amistad en Angel's Gate Park en Los Ángeles California.

Desde el final de la guerra de Corea, Corea del Sur y los Estados Unidos han mantenido fuertes lazos.

### Encuesta de opinión
Según el Centro de Investigación Pew, el 84% de los surcoreanos tiene una opinión favorable hacia los Estados Unidos y los estadounidenses (clasificado dentro de los 4 mejores entre los países del mundo). Además, según una encuesta coreana Gallup, Corea del Sur considera a los Estados Unidos como el país más favorable del mundo. En el aspecto político, Estados Unidos apoyó a Corea del Sur después de 1945 como un "bastión firme contra el comunismo", incluso cuando fue gobernado por una dictadura. En una encuesta de Gallup realizada en marzo de 2011, el 74% de los surcoreanos dijeron que creen que la influencia de los Estados Unidos en el mundo es favorable. y en una encuesta de Gallup realizada en noviembre de 2011, el 57% de los surcoreanos aprobó el liderazgo de los Estados Unidos, con un 22% de desaprobación; en contraste, solo el 30% de los surcoreanos aprobaron el liderazgo de China.
Los estadounidenses también están viendo Corea del Sur de manera más positiva, con la encuesta Gallup de 2011, una calificación de favorabilidad del 65%, que es la calificación más alta hasta la fecha. Por lo tanto, la relación entre los dos países, como lo indican los resultados de las encuestas, está mejorando constantemente.
Según una Encuesta de Servicio Mundial BBC de 2014, el 58% de los surcoreanos ven positivamente la influencia de los Estados Unidos, la calificación más alta para cualquier país Asia n encuestado.

### Degradación ambiental
El 9 de febrero de 2000, el Octavo Ejército de los Estados Unidos ordenó veinte cajas de formaldehído, un fluido tóxico, vertido en el Río Han. Los grupos ecologistas surcoreanos protestaron que podría ser perjudicial para las formas de vida acuática, pero el ejército de los Estados Unidos insistió en que estaba diluido con agua. Este incidente se satirizó en la película de monstruos de Corea del Sur de 2006  The Host , donde un horrible monstruo mutado del río amenaza a los habitantes de Seúl.

### La controversia de la carne de vacuno
El gobierno de Corea del Sur prohibió las importaciones de carne de res de Estados Unidos en 2003 en respuesta a un caso de enfermedad de las vacas locas en estado de Washington. En 2008, las protestas contra la carne de res de Estados Unidos recordaron los movimientos estudiantiles de "democracia" de la década de 1980. Sin embargo, Corea del Sur se convirtió en el tercer mayor importador de carne de res estadounidense de 2010. En Corea del Sur, con un fuerte crecimiento de sus importaciones, superó por primera vez a Japón, convirtiéndose en el mayor mercado de carne de res estadounidense en Asia y en 2016 Las importaciones de carne estadounidense en Corea alcanzaron un valor de $ 1 mil millones.

## Relaciones económicas
Mientras Corea del Sur experimentó un rápido crecimiento económico que impulsó a la pequeña nación a convertirse en uno de los países industrializados más grandes, Corea del Sur ha sido uno de los socios comerciales más grandes de los Estados Unidos. Los movimientos de democratización en la década de 1980 y la "economía de país" ayudaron a Corea del Sur a convertirse en una potencia regional media que tiene el potencial de influir en la política de los Estados Unidos en el NE de Asia, especialmente hacia los Estados Unidos. acercamiento a corea del norte.
Corea del Sur y los Estados Unidos son importantes socios económicos entre sí. Casi 60 mil millones de dólares de volumen comercial entre los dos países muestran la significativa interdependencia económica entre los dos estados. Sin embargo, según el informe de CRS, Corea del Sur es mucho más dependiente económicamente de los Estados Unidos que Estados Unidos de Corea. Esto se apoya en el hecho de que Estados Unidos ocupa el primer lugar como socio comercial de Corea del Sur. Sin embargo, un reciente resumen de políticas introduce el hecho de que la proporción de exportaciones a los Estados Unidos ha disminuido significativamente de alrededor del 40 por ciento a menos del 20 por ciento en 2002, mientras que la proporción de las exportaciones a China ha aumentado drásticamente, lo que llevó a China a convertirse en el número uno. destino de exportación para Corea del sur. Aunque la economía de Corea del Sur y los Estados Unidos se está integrando más con la reciente ratificación del Acuerdo de Libre Comercio de KORUS, sigue habiendo algunas disputas comerciales importantes entre las dos naciones en las áreas que incluyen telecomunicaciones, industria automotriz, cuestiones de derechos de propiedad intelectual, productos farmacéuticos. Industria y la industria agrícola, especialmente en términos de arroz y carne de res.
La economía impulsada por las exportaciones de Corea del Sur y la competencia con los productores nacionales de los Estados Unidos en ciertos campos de productos han generado algunas fricciones comerciales con los Estados Unidos. Por ejemplo, las importaciones de ciertos productos de acero y no siderúrgicos han sido objeto de investigaciones de derechos antidumping y compensatorios en los Estados Unidos: se han evaluado un total de 29 importaciones de Estados Unidos procedentes de Corea del Sur.